# 前555年
| 千纪： | 前1千纪 |
| 世纪： | 前7世纪 \| 前6世纪 \| 前5世纪 |
| 年代： | 前580年代 \| 前570年代 \| 前560年代 \| 前550年代 \| 前540年代 \| 前530年代 \| 前520年代 |
| 年份： | 前560年 \| 前559年 \| 前558年 \| 前557年 \| 前556年 \| 前555年 \| 前554年 \| 前553年 \| 前552年 \| 前551年 \| 前550年                                                                                  |
| 纪年： | 周灵王十七年 魯襄公十八年 齐灵公二十七年 晋平公三年 秦景公二十二年 宋平公二十一年 楚康王五年 卫殇公四年 陈哀公十四年 蔡景侯三十七年 曹成公二十三年 郑简公十一年 燕武公十九年 吴王诸樊六年 杞孝公十二年 |

## 大事記
- 齊靈公進攻魯國北部邊境。晉國中行獻子準備進攻齊國，晉平公、魯襄公、宋平公、衛殤公、鄭簡公、曹成公、莒國、邾國、滕國、薛國、杞國、小邾國十二國聯軍重創齊國，兵臨臨淄。

## 逝世
- 燕武公
- 斯特西克鲁斯